# Sphaerosyllis hirsuta
Sphaerosyllis hirsuta är en ringmaskart som beskrevs av Ehlers 1897. Sphaerosyllis hirsuta ingår i släktet Sphaerosyllis och familjen Syllidae. Inga underarter finns listade i Catalogue of Life.